# Coeranoscincus
Coeranoscincus — рід сцинкоподібних ящірок родини сцинкових (Scincidae). Представники цього роду є ендеміками Австралії.

## Види
Рід Coeranoscincus нараховує 2 види:
- Coeranoscincus frontalis (De Vis, 1888)
- Coeranoscincus reticulatus (Günther, 1873)

## Етимологія
Наукова назва роду Coeranoscincus  походить від сполучення слів лат. coerano — пан, правитель і scincus — сцинк.